# Eurois extricata
Eurois extricata är en fjärilsart som beskrevs av Zetterstedt 1839. Eurois extricata ingår i släktet Eurois och familjen nattflyn. Inga underarter finns listade i Catalogue of Life.